# Josef Sittard

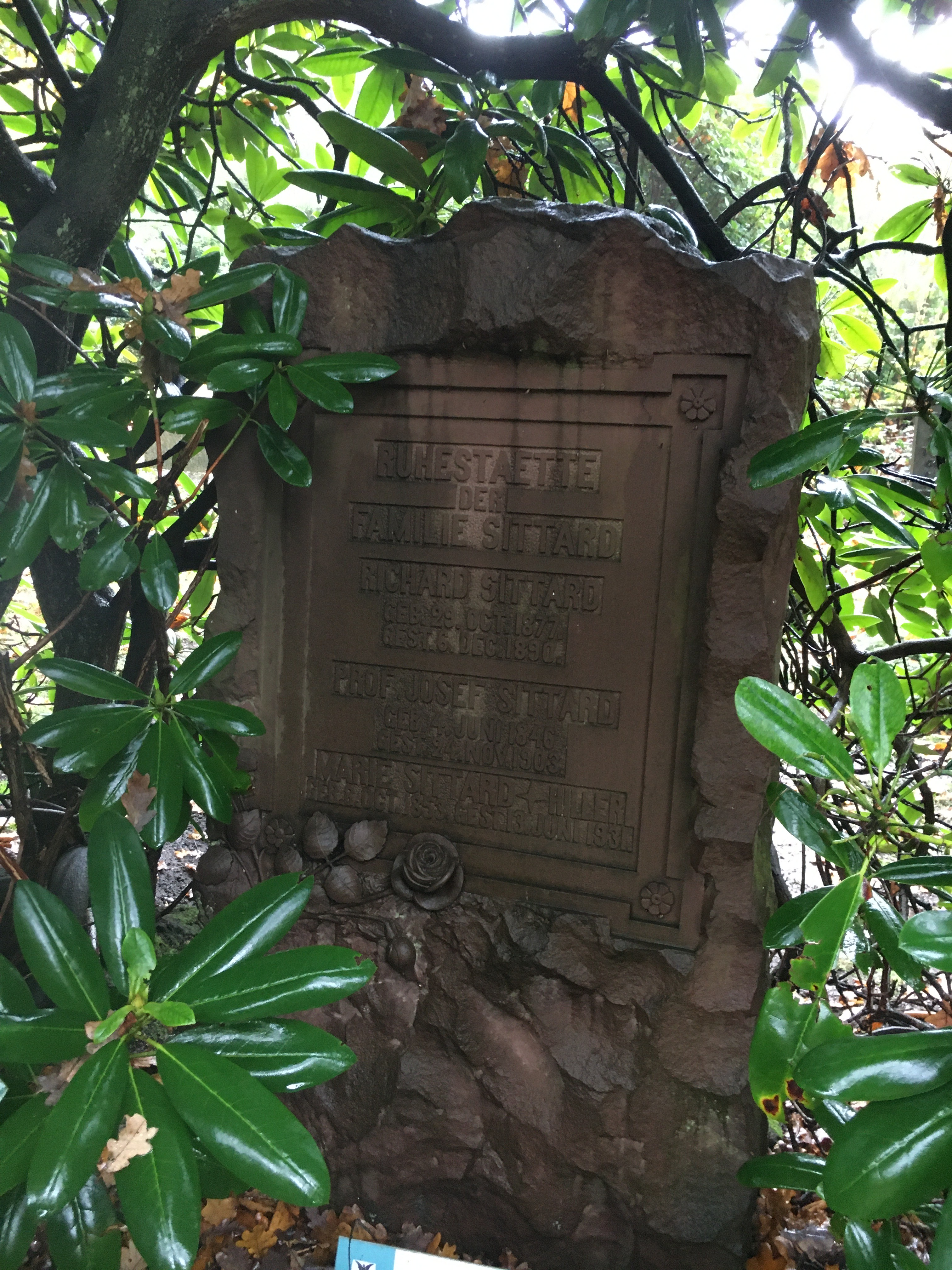
Grabstätte Josef Sittard auf dem Friedhof Ohlsdorf

Josef Heinrich Sittard (* 4. Juni 1846 in Aachen; † 24. November 1903 in Hamburg) war ein deutscher Musikpädagoge und Musikwissenschaftler.

## Leben
Josef  Sittard studierte in Heidelberg und Stuttgart und arbeitete nach dem Abschluss als Klavier- und Gesangslehrer an der dortigen Musikhochschule. 1885 kam er nach Hamburg und trat hier die Nachfolge von Ludwig Meinardus als Musikkritiker beim Hamburgischen Correspondenten an. Seine vielschichtigen Rezensionen brachten ihm den Spitznamen Hanslick des Nordens ein. Sittard war daneben Komponist einiger Chorwerke und Lieder und verfasste Schriften zur Musikgeschichte.
Josef Sittard war der Vater des Organisten und Komponisten Alfred Sittard (1878–1942) und starb 57-jährig in Hamburg. Seine letzte Ruhestätte fand er auf dem dortigen Friedhof Ohlsdorf im Planquadrat O 15.  

## Veröffentlichungen (Auswahl)
- 1885: Compendium der Geschichte der Kirchenmusik, Stuttgart.
- 1890: Geschichte des Musik- und Concertwesens in Hamburg vom 14. Jh. bis auf die Gegenwart, Altona und Leipzig 1890 (Reprint Olms, Hildesheim 1971).
- 1890/91: Zur Geschichte der Musik und des Theaters am Württembergischen Hofe, W. Kohlhammer, Stuttgart (1890/91).
- Beethoven, Missa solemnis (D-Dur, op. 123). Erläutert. Mit Text, Schlesinger, Berlin (Schlesingersche Musik-Bibliothek. Meisterführer 47/48) [ca. 1907].